# 富原孝
富原 孝（とみはら たかし、1920年7月15日 - 2006年3月8日）は、北海道出身の詩人、ジャーナリスト、国際芸能プロモーター。

## 概要
若い頃からヴァレリーやリルケに傾倒。金子光晴に師事し、新聞記者のかたわら、河邨文一郎らと同人を結成し、詩を次々に発表。特に、アイヌ・コシャマインの戦いを題材にした長篇叙事詩『クオンタインとシクフ』は傑作とされる。「野性」「至上律」「ポエム」「核」同人。1957年に、「赤い呼び屋」と称された神彰のアート・フレンド・アソシエーション（AFA）に参画。制作部長として、木原啓允、工藤精一郎らとともに神彰を支え、数々の国際プロモーションを行う。

## 来歴
1920年、北海道七飯村（現七飯町）の農家に、父輝美、母志づの長男として生まれる。宇都宮高等農林学校（現宇都宮大学農学部）卒業後、雪印乳業の前身・北海道興農公社酪農科学研究所に入社。
1942年、「北海道文学」に処女作発表。以降、河邨文一郎らと親交を重ね、同人誌を通して詩作を続ける。
1947年、函館新聞（現在発行されている同名紙とは無関係）入社、社会部長。
1952年、長篇叙事詩『クオンタインとシクフ』の執筆開始。
1957年、函館新聞時代の部下・神彰に誘われ、アート・フレンド・アソシエーション入社のため上京。ボリショイ・バレエ、レニングラード・フィル、ボリショイ・サーカスなど数々の興行を遂行。
1963年、木原啓允、工藤精一郎らとともにAFAを退社し、芸術交流協会を設立、ピカソ展などを開催。
1965年、木原啓允、工藤精一郎らが去り、アート・ソサエティに改称。
1970年代後半には、事業から身を引き、詩作と詩集編纂に専念する。

## 著書（詩集）
- 入江と錯乱（1981年）
- 地球からの21の哀歌（1990年）
- タプカーラ・五つの譚詩（1991年）
- 長篇叙事詩　クオンタインとシクフ（1996年）
- モシリバから27の哀歌（1997年）